# NGC 2288
NGC 2288 ist eine elliptische Galaxie vom Hubble-Typ E im Sternbild Zwillinge auf der Ekliptik. Sie ist schätzungsweise 242 Millionen Lichtjahre von der Milchstraße entfernt.
Das Objekt wurde am 22. Februar 1849 von George Johnstone Stoney entdeckt.